# Lennart F. Johansson
Lennart F Johansson, född 24 december 1922 i Gävle, död 15 februari 1980 i Sofia församling i Stockholm, var en svensk författare.
Han är begravd på Gagnefs kyrkogård.

## Priser och utmärkelser
- 1963 – Albert Bonniers stipendiefond för yngre och nyare författare
- 1971 – ABF:s litteratur- & konststipendium